# Norman R. „Bud“ Poile Trophy (IHL)
Die Norman R. „Bud“ Poile Trophy war eine Eishockeytrophäe der International Hockey League (IHL) von 1989 bis zur Ligaauflösung 2001. Die Trophäe ist nach Bud Poile, einem ehemaligen Eishockeyspieler, Trainer, General Manager und Eishockeyfunktionär benannt, der 1990 in die Hockey Hall of Fame aufgenommen wurde. Die Trophäe wurde jährlich an den wertvollsten Spieler während der Turner-Cup-Playoffs in der IHL verliehen.

## Gewinner
| Jahr    | Spieler         | Team                 |
| ------- | --------------- | -------------------- |
| 2000/01 | Norm Maracle    | Orlando Solar Bears  |
| 1999/00 | Andrei Trefilow | Chicago Wolves       |
| 1998/99 | Mark Freer      | Houston Aeros        |
| 1997/98 | Alexander Semak | Chicago Wolves       |
| 1996/97 | Peter Ciavaglia | Detroit Vipers       |
| 1995/96 | Tommy Salo      | Utah Grizzlies       |
| 1994/95 | Kip Miller      | Denver Grizzlies     |
| 1993/94 | Stan Drulia     | Atlanta Knights      |
| 1992/93 | Pokey Reddick   | Fort Wayne Komets    |
| 1991/92 | Ron Handy       | Kansas City Blades   |
| 1990/91 | Michel Mongeau  | Peoria Rivermen      |
| 1989/90 | Mike McNeal     | Indianapolis Ice     |
| 1988/89 | Dave Michayluk  | Muskegon Lumberjacks |